# Danny Gare
Daniel Mirl Gare (né le 14 mai 1954 à Nelson dans la province de Colombie-Britannique au Canada) est un joueur professionnel de hockey sur glace. Il évoluait au poste d'attaquant dans la Ligue nationale de hockey (LNH) pour les Sabres de Buffalo, les Red Wings de Détroit et les Oilers d'Edmonton.

## Biographie
Gare est repêché dans la LNH par les Sabres au second tour du repêchage amateur de la LNH 1974, 29e au total et dans l'Association mondiale de hockey par les Jets de Winnipeg au troisième tour du repêchage amateur de l'AMH 1974, 36e au total. Il opte pour les Sabres et connaît quelques bonnes saisons avec ces derniers, dont une de 89 points en 1979-1980 et une de 85 la saison suivante, ses deux meilleures saisons en carrière. Il est le capitaine des Sabres de 1977 à 1981, puis celui des Red Wings de 1982 à 1985; il fut le dernier capitaine des Wings avant que le légendaire Steve Yzerman ne prenne le titre et ne le conserve jusqu'à sa retraite en 2006, vingt ans plus tard. Il participa aussi à la Coupe Canada de 1976 et de 1981.
Il est brièvement entraîneur-adjoint du Lightning de Tampa Bay de 1993 à 1995; il est aujourd'hui commentateur des matches des Blue Jackets de Columbus, après avoir tenu le même rôle pour les Sabres.
Le 22 novembre 2005, le numéro 18 de Gare est retiré par les Sabres. Il devient ainsi le cinquième joueur à connaître cet honneur, après Gilbert Perreault, Rick Martin, René Robert et Tim Horton.

## Statistiques

### En club
| Saison     | Équipe                 | Ligue      |     | Saison régulière | Saison régulière | Saison régulière | Saison régulière | Saison régulière |    | Séries éliminatoires | Séries éliminatoires | Séries éliminatoires | Séries éliminatoires | Séries éliminatoires |
| Saison     | Équipe                 | Ligue      | PJ  | B                | A                | Pts              | Pun              | PJ               | B  | A                    | Pts                  | Pun                  |                      |                      |
| 1971-1972  | Centennials de Calgary | WCHL       | 56  | 10               | 17               | 27               | 15               | 13               | 1  | 1                    | 2                    | 2                    |                      |                      |
| 1972-1973  | Centennials de Calgary | WCHL       | 65  | 45               | 43               | 88               | 107              | 6                | 5  | 5                    | 10                   | 18                   |                      |                      |
| 1973-1974  | Centennials de Calgary | WCHL       | 65  | 68               | 59               | 127              | 238              | 14               | 10 | 12                   | 22                   | 53                   |                      |                      |
| 1974-1975  | Sabres de Buffalo      | LNH        | 78  | 31               | 31               | 62               | 75               | 17               | 7  | 6                    | 13                   | 19                   |                      |                      |
| 1975-1976  | Sabres de Buffalo      | LNH        | 70  | 50               | 23               | 73               | 129              | 9                | 5  | 2                    | 7                    | 21                   |                      |                      |
| 1976-1977  | Sabres de Buffalo      | LNH        | 35  | 11               | 15               | 26               | 73               | 4                | 0  | 0                    | 0                    | 18                   |                      |                      |
| 1977-1978  | Sabres de Buffalo      | LNH        | 69  | 39               | 38               | 77               | 95               | 8                | 4  | 6                    | 10                   | 37                   |                      |                      |
| 1978-1979  | Sabres de Buffalo      | LNH        | 71  | 27               | 40               | 67               | 90               | 3                | 0  | 0                    | 0                    | 9                    |                      |                      |
| 1979-1980  | Sabres de Buffalo      | LNH        | 76  | 56               | 33               | 89               | 90               | 14               | 4  | 7                    | 11                   | 35                   |                      |                      |
| 1980-1981  | Sabres de Buffalo      | LNH        | 73  | 46               | 39               | 85               | 109              | 3                | 3  | 0                    | 3                    | 8                    |                      |                      |
| 1981-1982  | Sabres de Buffalo      | LNH        | 22  | 7                | 14               | 21               | 25               | -                | -  | -                    | -                    | -                    |                      |                      |
| 1981-1982  | Red Wings de Détroit   | LNH        | 36  | 13               | 9                | 22               | 74               | -                | -  | -                    | -                    | -                    |                      |                      |
| 1982-1983  | Red Wings de Détroit   | LNH        | 79  | 26               | 35               | 61               | 107              | -                | -  | -                    | -                    | -                    |                      |                      |
| 1983-1984  | Red Wings de Détroit   | LNH        | 63  | 13               | 13               | 26               | 147              | 4                | 2  | 0                    | 2                    | 38                   |                      |                      |
| 1984-1985  | Red Wings de Détroit   | LNH        | 71  | 27               | 29               | 56               | 163              | 2                | 0  | 0                    | 0                    | 10                   |                      |                      |
| 1985-1986  | Red Wings de Détroit   | LNH        | 57  | 7                | 9                | 16               | 102              | -                | -  | -                    | -                    | -                    |                      |                      |
| 1986-1987  | Oilers d'Edmonton      | LNH        | 18  | 1                | 3                | 4                | 6                | -                | -  | -                    | -                    | -                    |                      |                      |
| Totaux LNH | Totaux LNH             | Totaux LNH | 827 | 354              | 331              | 685              | 1 285            | 64               | 25 | 21                   | 46                   | 195                  |                      |                      |

### En équipe nationale
Il a représenté le Canada au niveau international.
| Année | Compétition  |   | PJ | B | A | Pts | Pun       |  | Résultat |
| 1976  | Coupe Canada | 1 | 0  | 0 | 0 | 0   | Vainqueur |  |          |
| 1981  | Coupe Canada | 7 | 1  | 5 | 6 | 2   | Finaliste |  |          |

## Trophées et honneurs personnels
- 1973-1974 : nommé dans la première équipe d'étoiles de la WCHL.
- 1979-1980 : 
  - participe au 32e Match des étoiles de la LNH.
  - nommé dans la deuxième équipe d'étoiles de la LNH.
- 1980-1981 : participe au 33e Match des étoiles de la LNH.